# Alcides Rocha Miranda
Alcides Áquila da Rocha Miranda (Rio de Janeiro, 1909 — Rio de Janeiro, 2001) foi um arquiteto, pintor, desenhista, professor, pesquisador e conservador do patrimônio brasileiro.
Arquiteto, conservador do patrimônio, dedicou-se à pintura, ao desenho e ao magistério. Em 1932, formou-se em Arquitetura pela Escola Nacional de Belas Artes, tendo iniciado seus estudos na mesma escola em 1925. Realizou seus primeiros estudos de arte com Portinari e Guignard. Integrou, mais de uma vez, o júri da Divisão Moderna do Salão Nacional de Belas Artes e organizou uma exposição de pintura brasileira em Londres (1944). Como técnico do Instituto do Patrimônio Histórico e Artístico Nacional, atuou com destaque ao lado de Rodrigo Mello Franco de Andrade e de Lucio Costa. Integrou ainda a Comissão Executiva da Exposição Retrospectiva da Arte Sacra Brasileira, Rio de Janeiro (1955). Participou do Salão de Maio, São Paulo (1938), da mostra de arte brasileira levada a Buenos Aires e La Plata (Argentina, 1945) e do Salão Nacional de Belas Artes (1956).
Cofundador da UnB, ao lado de Darcy Ribeiro, Anísio Teixeira, tendo sido o primeiro diretor da Escola de Arquitetura e Belas Artes, passando a cadeira de arquitetura posteriormente a Oscar Niemeyer e permanecendo como diretor de Belas Artes.
Alcides da Rocha Miranda é pai do artísta plástico Luiz Áquila e avô da artísta plástica Juliana Miranda e da psicanalista, escritora e roteirista Luciana Miranda Penna.

## Homenagens
Recebe o Título de Notório Saber da USP e é condecorado pela organização do Museu Santos Dummont com a Medalha Mérito Santos Dumont do Ministério da Aeronáutica e a Medalha Santos Dumont do Governo do Estado de Minas Gerais. Em 1987 é homenageado com a Medalha Comemorativa dos 50 anos do Sphan.
Foi considerado por Lúcio Costa como o mais sensível dos arquitetos brasileiros, dito isso na ocasião de seu aniversário de 80 anos:

"Alcides da Rocha Miranda, 80 anos! Artista de nascença. O mais sensível e puro dos nossos arquitetos. O conheci primeiro apenas de vista, quando no fim dos anos 20 o notara, ainda muito moço, como algo 'diferente' em meio aos demais passageiros que, na estação da Leopoldina, embarcava às cinco e meia de volta a Petrópolis. Em 31, já diretor da ENBA, constatei que ele fazia parte da turma confiada a Gregori Warchavchik que me confidenciou ser o Alcides, entre todos, o mais artista (...)".

Não apenas por sua arquitetura, mas por tudo o que a sua vida encerrou, a ausência do Dr. Alcides nos distância um pouco mais da Virtude, e em tempo tão nebuloso".

## Projetos

### Igreja Nova das Romarias
A Igreja Nova das Romarias iniciou sua construção em 1974. O edifício é caracterizado pela utilização do concreto puro aparente moldado, articulado com outros materiais. A Igreja revela uma rica simbologia, traduzida não apenas no edifício, mas em sua ornamentação interna, com os murais de cerâmica fosca que revestem as paredes baseados em temas bíblicos, abordados no Evangelho de Lucas, e executados pelo artista plástico Cláudio Pastro, em 1989. A edificação possui 2.118,00 m², divididos em quatro ambientes contíguos, mas funcionalmente independentes: A construção central,o vestíbulo,o pequeno auditório e a galeria da Discoteca;
À esquerda do altar, encontra-se a imagem de Nossa Senhora da Piedade, confeccionada em 1998, pelo artista plástico Léo Santana. A imagem, apesar de suas características particulares, faz referência a Pietá, do Mestre Francisco Lisboa, o Aleijadinho, que está na Ermida do Santuário.
A Igreja Nova das Romarias abriga, em seu saguão de entrada, um espaço dedicado a exposição fotográfica com o histórico do Santuário Estadual Nossa Senhora da Piedade. O espaço também pode ser utilizado para outras mostras ou exposições.